# Lassina Koné
Lassina Koné, né le 12 aout 1985,  est un danseur, chorégraphe et chercheur malien, installé à Bamako. Il est le fondateur de la compagnie Don Sen Folo et du Don Sen Folo -LAB, avec les quels il a mis en place une formation intitulée Corps pour le XXIIème siècle. Lassina Koné est connu pour ses projets artistiques notamment en danse contemporaine, dans les espaces publics comme les rues ou les marchés,.

## Biographie

### Origines et enfance
Lassina Koné grandit à Bamako et très tôt,  sa passion pour la danses traditionnelles le conduit à s'investir les arts de la scène, dans les quartiers. C'est ainsi qu'il rencontre avec le chorégraphe Karim Togola à Sabalibougou, au sein de la compagnie DON, avec qui il va vivre ses premiers pas dans un apprentissage structuré de la danse.

### Formation et carrière artistique
Après ce parcours de formation auprès de Karim Togola, Lassina Koné intègre  l’École des Sables au Sénégal, pour completer son apprentissage. Puis il passera au Burkina Faso au CDC La Termitière de Ouagadougou. En parallèlement, il entreprend un travail de recherche sur les danses traditionnelles africaines qui va le conduire à l'intérieur du Mali et en Guinée, à travers les villages en Guinée. Son objectif était de documenter et s’imprégner de des pratiques autour des danses traditionnelles.
En 2010, Lassina fonde l’association Don Sen Folo qui signifie « premier pas de danse » en bambara). L'association lance sa compagnie en 2013 pour mener des activités artistiques pluridisciplinaires. Le compagnie Don Sen Folo développe sa propre approche de la danse avec un mélange de théâtre, marionnettes, conte et musique, s’impose rapidement sur la scène malienne et internationale .
En janvier 2024, Lassina Koné est invité pour dirigé l'un des laboratoires du Festival International de danse le Fari Foni Waati. 

## Projets phares
Lassina Koné chorégraphie ou lance plusieurs projets  avec pour objectif de rapprocher l’art des populations,,:
- Grin Spectacle (2016), une série de représentations dans la rue autour du thé, dans les grins, lieux de rassemblement ou encore les marchés  maliens
- Ton Spectacle (2017), il s'agit d'un programme artistique dans les tontines ou des endroits ou se rassemblent les femmes pour les activités de la vie quotidienne;
- Muso Kan (« paroles de femmes »), des portraits photographiques et poétiques de femmes réalisés lors des représentation du Ton Spectacle .
- Fila Ni Kélé , résidence artistique autour de la de danse contemporaine, avec des performances dans les marchés de Bamako.
- Djô Ka Filé, un programme de création en espaces publics, avec des jeunes danseurs maliens.
- Don Sen Folo – LAB, un espace de deux hectares, dédié à la formation et à la création artistique, ouvert en 2020, à Bancoumana. Le lieu fonctionne comme un laboratoire autonome et coresponsable, construit dans le respect des techniques traditionnelles. 

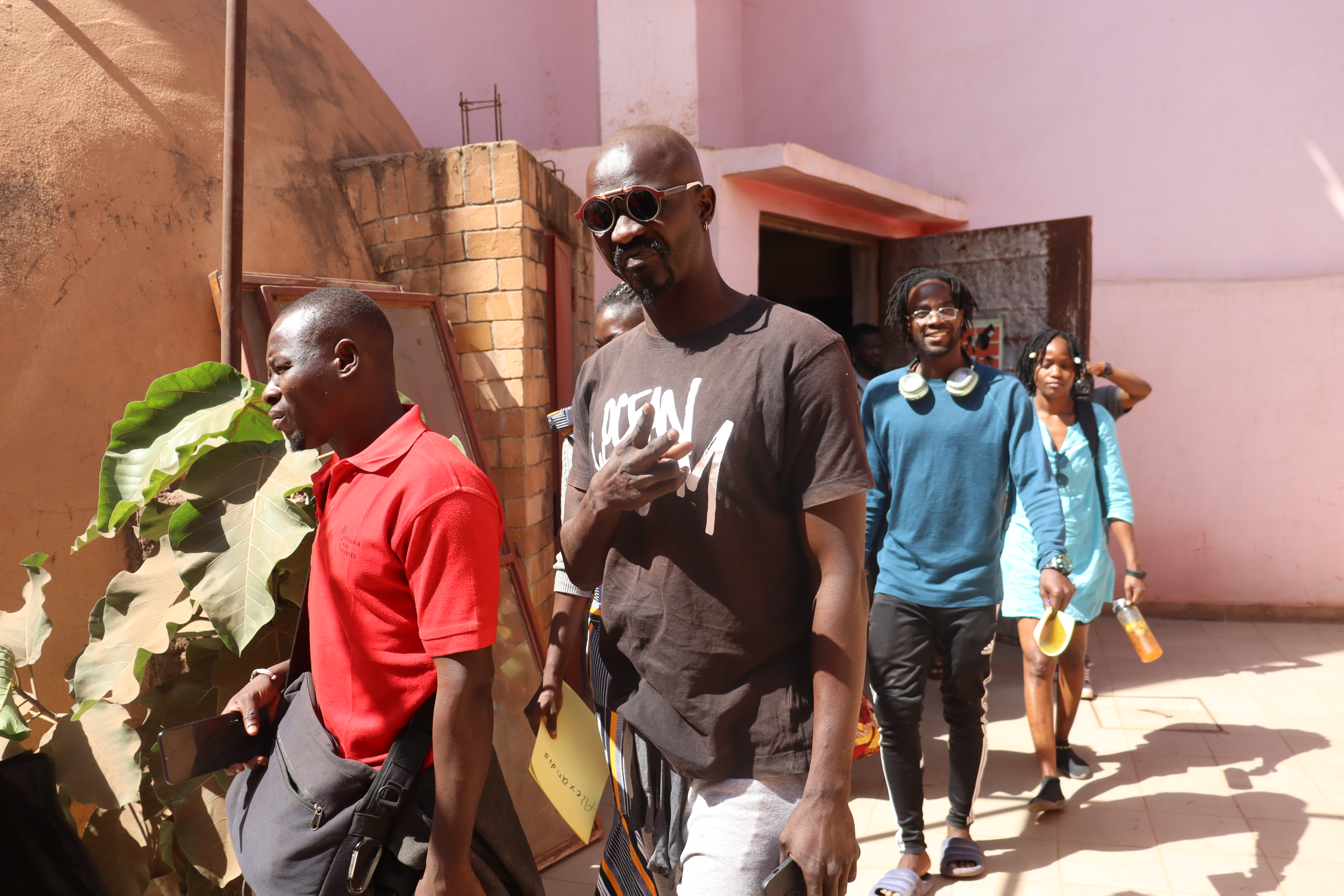
Lassina, à l'ouverture des Laboratoires du Fari Foni Waati 2024

- Corps pour le XXIIe siècle est une formation de sept mois à l'endroit de jeunes danseurs. Recruté sur appel à candidatures, ils sont accueillis au Don Sen Folo Lab pour y explorer les techniques de reflexion et les codes gestuels africains de la danse. Les danseurs s'imprègnent pendant les sept mois de la vie du village de Bancoumana. 
- GNININI Women, il s'agit d'un laboratoire mis en place  accueillir en résidence de jeunes chorégraphes africaines. Le laboratoire se tient au Don Sen Folo - LAB.
- La Pirogue du Zémé / le Zéméba, un espace artistique flottant sur le Niger, une pirogue initialement construite avec un design de l’architecte Cheick Diallo et avec le soutien de l’Union européenne. La Pirogue du Zémé (« du Sage » en bambara), considéré comme la première scène flottante d’Afrique de l’Ouest. En juin 2023, la pirogue est portée disparue puis brulée suite à l'enlèvement des 3 piroguiers. Une nouvelle pirogue est construite à nouveau en 2025 et s'appelle le Zeméba,.

### Spectacles

#### Contenu Vide
Avec le spectacle Contenu Vide, Lassina Koné chorégraphie un rapport à la scène comme un espace de dépouillement. Le danseur interprète joue avec des barils métaliques vides et rouges, des silences prolongés qui semblent suspendre le temps. L’œuvre, présentée en plein air ou dans des lieux non conventionnels, joue sur l’imprévu, parfois sur l’interaction avec les passants. Le spectacle est présenté dans de Grandes rencontres internationales comme de MASA d'Abidjan en Avril 2024. 